# Liste der Mitglieder der American Academy of Arts and Sciences/1968
Im Jahr 1968 wählte die American Academy of Arts and Sciences 123 Personen zu ihren Mitgliedern.

## Neugewählte Mitglieder
- Hugh Gardner Ackley (1915–1998)
- Abraham Adrian Albert (1905–1972)
- Robert Arnold Alberty (1921–2014)
- Rogers Garland Albritton (1923–2002)
- Valentine Bargmann (1908–1989)
- Samuel Beckett (1906–1989)
- Grete Bibring-Lehner (1899–1977)
- Jacob Bigeleisen (1919–2010)
- Bernhard Bischoff (1906–1991)
- Elizabeth Bishop (1911–1979)
- Claude Thomas Bissell (1916–2000)
- David Bodian (1910–1992)
- Lawrence Bogorad (1921–2003)
- Jorge Luis Borges (1899–1986)
- Pierre Boulez (1925–2016)
- Paul Delos Boyer (1918–2018)
- Keith Allan Brueckner (1924–2014)
- Chester Floyd Carlson (1906–1968)
- Richard Earl Caves (1931–2019)
- Arland Frederick Christ-Janer (1922–2008)
- Mildred Cohn (1913–2009)
- Alexander Dalgarno (1928–2015)
- Irven DeVore (1934–2014)
- Carl Djerassi (1923–2015)
- Richard Mateer Douglas (1922–2005)
- Charles William Dunn (1915–2006)
- Gerald Maurice Edelman (1929–2014)
- Leon Eisenberg (1922–2009)
- Shmuel Noah Eisenstadt (1923–2010)
- Charles Sutherland Elton (1900–1991)
- Richard Hinckley Field (1903–1978)
- Jay Wright Forrester (1918–2016)
- Richard Buckminster Fuller (1895–1983)
- Joseph Grafton Gall (1928–2024)
- Alan Garen (1926–2022)
- Ignace Jay Gelb (1907–1985)
- Walter Gilbert (* 1932)
- Cyrus Herzl Gordon (1908–2001)
- André Grabar (1896–1990)
- Harvey Philip Greenspan (* 1933)
- Everett Einar Hagen (1906–1992)
- Stuart Newton Hampshire (1914–2004)
- Chauncy Dennison Harris (1914–2003)
- Harry Hammond Hess (1906–1969)
- Nicholas John Hoff (1906–1997)
- Hendrik Samuel Houthakker (1924–2008)
- Jerard Hurwitz (1928–2019)
- Clyde Allen Hutchison (1913–2005)
- Michael Hamilton Jameson (1924–2004)
- Morris Janowitz (1919–1988)
- Jerome Kagan (1929–2021)
- Louis Isadore Kahn (1901–1974)
- Harry Kalven (1914–1974)
- Pjotr Leonidowitsch Kapiza (1894–1984)
- Henry Seymour Kaplan (1918–1984)
- John George Kemeny (1926–1992)
- Donald Kennedy (1931–2020)
- Irving Myron Klotz (1916–2005)
- Helmut Heinrich Karl Ernst Koester (1926–2016)
- Edwin Kuh (1925–1986)
- Nicholas Kurti (1908–1998)
- Roy Lamson (1908–1986)
- Anton Lang (1913–1996)
- Edmund Ronald Leach (1910–1989)
- Sherman Emery Lee (1918–2008)
- Lawrence Levine (1924–2009)
- Sol Myron Linowitz (1913–2005)
- Louis Loss (1914–1997)
- Ole Urban Maaløe (1914–1988)
- Robert Joseph Manning (1919–2012)
- Martin Emil Marty (1928–2025)
- Louis Lohr Martz (1913–2001)
- Pierre Massé (1898–1987)
- David Park McAllester (1916–2006)
- Katharine Elizabeth McBride (1904–1976)
- Harden Marsden McConnell (1927–2014)
- John Robert Meyer (1927–2009)
- Mikhail Dmitrievich Millionshchikov (1913–1973)
- Marvin Lee Minsky (1927–2016)
- John Usher Monro (1912–2002)
- Phil Caldwell Neal (1919–2016)
- Donald E. Osterbrock (1924–2007)
- Gwilym Ellis Lane Owen (1922–1982)
- David Chilton Phillips (1924–1999)
- Alan Jay Parrish Pifer (1921–2005)
- George Claude Pimentel (1922–1989)
- Calvin Hastings Plimpton (1918–2007)
- Rodney Robert Porter (1917–1985)
- Howard Raiffa (1924–2016)
- Floyd Ratliff (1919–1999)
- Frederick Carl Redlich (1910–2004)
- Gerardo Reichel-Dolmatoff (1912–1994)
- Max Rheinstein (1899–1977)
- Frederic Middlebrook Richards (1925–2009)
- Irving Rouse (1913–2006)
- Jack Philip Ruina (1923–2015)
- Gilbert Ryle (1900–1976)
- Charles Henry Sawyer (1915–2006)
- John Edward Sawyer (1917–1995)
- Eduard Franz Sekler (1920–2017)
- Edward Albert Shils (1910–1995)
- Stephen Smale (* 1930)
- Neil Joseph Smelser (1930–2017)
- Friedrich Rudolf Heinrich Solmsen (1904–1989)
- Gunther Siegmund Stent (1924–2008)
- Zeph Stewart (1921–2007)
- John Richard Nicholas Stone (1913–1991)
- Lawrence Stone (1919–1999)
- Leo Strauss (1899–1973)
- William Clark Styron (1925–2006)
- Patrick Suppes (1922–2014)
- Gordon Brims Black McIvor Sutherland (1907–1980)
- Charles Tanford (1921–2009)
- David Turnbull (1915–2007)
- Sidney Verba (1932–2019)
- John Milton Ward (1917–2011)
- Steven Weinberg (1933–2021)
- Abraham White (1908–1980)
- Kenneth Berle Wiberg (* 1927)
- John Albert Wilson (1899–1976)
- Robert Rathbun Wilson (1914–2000)
- Laurence William Wylie (1909–1996)
- Norton David Zinder (1928–2012)